# Adrián Colombino
Adrián Colombino, vollständiger Name Adrián Nicolás Colombino Rodríguez, (* 12. Oktober 1993 in Montevideo) ist ein uruguayischer Fußballspieler.

## Karriere

### Verein
Der nach Angaben seines Vereins 1,76 Meter große Mittelfeldspieler Colombino steht mindestens seit der Apertura 2011 im Kader des Erstligisten Montevideo Wanderers. Für die Montevideaner bestritt er bis zum Abschluss der Spielzeit 2012/13 je nach Quellenlage 18 oder 17 Spiele in der Primera División. Einen Treffer erzielte er nicht. In der Copa Sudamericana 2013 wurde er einmal eingesetzt. In der Saison 2013/14 bestritt er 23 Ligabegegnungen, gewann mit dem Team die Clausura 2014 und wurde Uruguayischer Vizemeister. In der Spielzeit 2014/15 kam er 24-mal (ein Tor) in der Primera División und zweimal (kein Tor) in der Copa Libertadores 2015 zum Einsatz. Es folgten in der Saison 2015/16 25 weitere Erstligaeinsätze und zwei Tore. Während der Spielzeit 2016 wurde er zehnmal (kein Tor) in der Liga und fünfmal (kein Tor) in der Copa Sudamericana 2016 eingesetzt. In der laufenden Saison 2017 folgten bislang (Stand: 12. Februar 2017) ein Erstligaeinsatz (kein Tor) und vier absolvierte Spiele (kein Tor) der Copa Libertadores 2017.

### Erfolge
- Clausura 2014 (Primera División, Uruguay)